# Wannseeconferentie

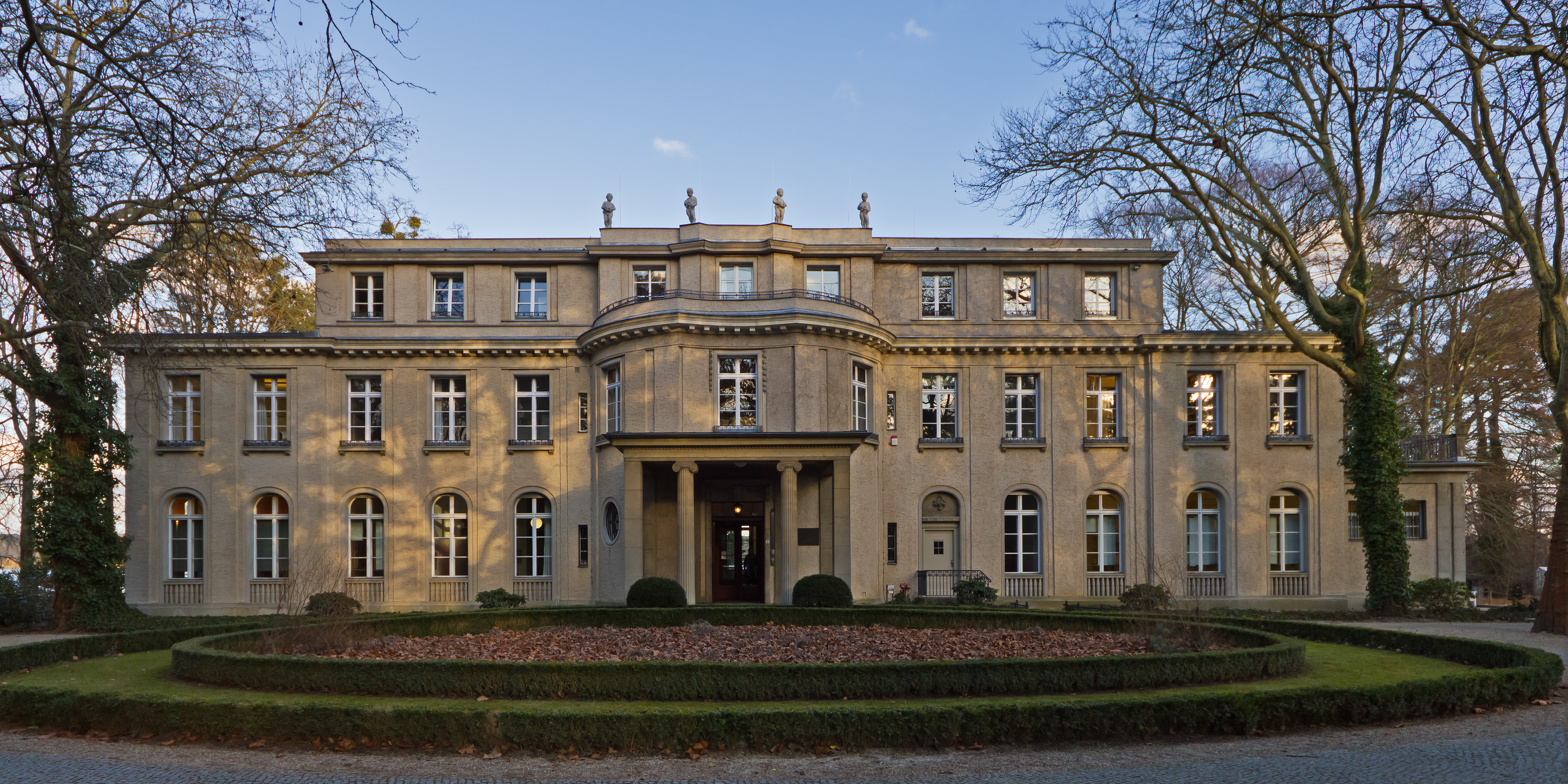
Villa Marlier, locatie van de Wannseeconferentie

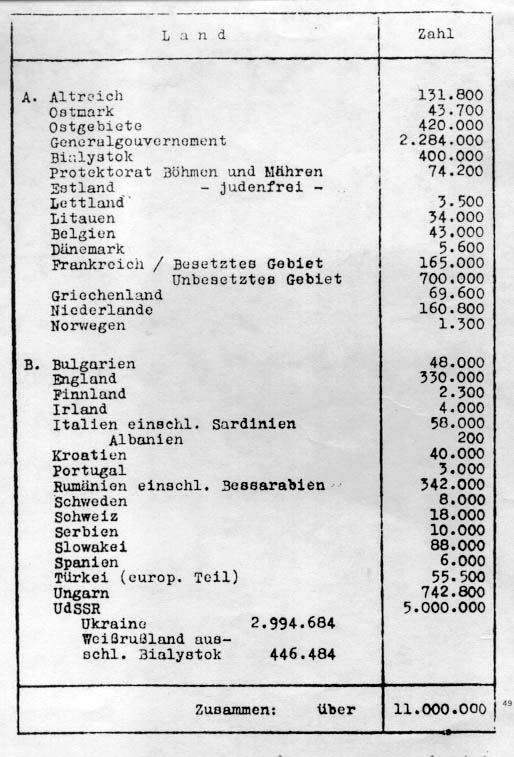
Inventarisatielijst van Joden in Europa zoals gebruikt op de Wannseeconferentie

De Wannseeconferentie was een op 20 januari 1942 op uitnodiging van nazileider Reinhard Heydrich gehouden bijeenkomst van vijftien hoge naziambtenaren in de aan de Wannsee bij Berlijn gelegen Villa Marlier. Zij kwamen bijeen om te spreken over de uitvoering van een 'definitieve oplossing' voor het 'Jodenvraagstuk' (Endlösung der Judenfrage). De bijeenkomst begon om 12.00 uur en duurde minder dan twee uur. In een later document wordt de bijeenkomst omschreven als een 'overleg van staatssecretarissen'. Dit geeft weer dat op dit niveau over de uitvoering werd gesproken, wat reeds eerder op een hoger niveau als beleid was vastgesteld.
In Villa Marlier is sinds 1992 een herinnerings- en studiecentrum gevestigd: het Haus der Wannsee-Konferenz. Het werd geopend op de vijftigste herdenkingsdag van de conferentie.

## Doel van de conferentie
Het doel van de conferentie was het afspreken van verantwoordelijkheden ten aanzien van de 'oplossing van het Jodenvraagstuk'. Reinhard Heydrich wilde zijn leidende rol benadrukken en betrokkenheid van diverse departementen garanderen. Ook moesten zo reeds bestaande conflicten tussen rijksdepartementen en de SS definitief beslecht worden.
Aanvankelijk probeerden de nazi's de Joden ervan te overtuigen dat zij niet in Duitsland thuishoorden. Via intimidatie, discriminatie en systematische uitsluiting van de Duitse Joden zou hen het leven dusdanig zuur gemaakt worden dat zij 'vrijwillig zouden emigreren'. Daarna wilden de Duitsers Joden uit Europa deporteren. Dit plan, dat bekendstaat als het Madagaskarplan, is echter nooit uitgevoerd. Joden die na 1938 in Duitsland bleven, werden opgesloten in concentratiekampen en getto's, waaronder het beruchte getto van Warschau, dat door de nazi's na de inval in Polen (september 1939) in gebruik werd genomen. Na de Duitse inval in de Sovjet-Unie (juni 1941) kwamen grote stukken van de Sovjet-Unie in handen van de Duitsers. In deze gebieden bevonden zich ook veel Joden, die door speciale troepen (de Einsatzgruppen van de Sicherheitspolizei en de SD) werden vermoord of op transport naar concentratiekampen werden gezet. De concentratiekampen en getto's konden de grote aantallen gevangenen echter niet meer aan.
Enkele hoge SS'ers, waaronder Reinhard Heydrich, kregen de opdracht het 'Jodenvraagstuk' voor eens en altijd 'op te lossen'. Het eerste schriftelijke verzoek van Göring aan Heydrich hieromtrent dateert van juli 1941. Tussen dat tijdstip en januari 1942 vond in kleine kring de besluitvorming plaats, waarna de hoogste ambtelijke top ervan moest worden doordrongen, dat de leiding van de operatie berustte bij de SS en niet bij de bevoegde staatsorganen. Daartoe werden zij uitgenodigd aan de Wannsee.
| Deelnemer                | Deelnemer                                       | Functie(s) | Organisatie(s) | Afgevaardigde namens    |
| ------------------------ | ----------------------------------------------- | --- | --- | ----------------------- |
| Reinhard Heydrich        | Obergruppenführer Reinhard Heydrich (1904–1942) | Waarnemend Reichsprotektor van het Protectoraat Bohemen en Moravië Hoofd van het Reichssicherheitshauptamt                     | Schutzstaffel (Reichssicherheitshauptamt) | Heinrich Himmler        |
| Heinrich Müller          | Gruppenführer Heinrich Müller (1900–1945)       | Hoofd van de Gestapo | Schutzstaffel (Gestapo) | Reinhard Heydrich       |
| Otto Hofmann             | Gruppenführer Otto Hofmann (1896–1982)          | Hoofd van de Rasse und Siedlungshauptamt                                                                                       | Schutzstaffel (Rasse und Siedlungshauptamt) | Heinrich Himmler        |
| Karl Eberhard Schöngarth | Oberführer Karl Eberhard Schöngarth (1903–1946) | Hoofd van de Sicherheitspolizei und SD en Sicherheitsdienst in het Generaal- gouvernement                                      | Schutzstaffel (Reichssicherheitshauptamt) | Reinhard Heydrich       |
| Gerhard Klopfer          | Oberführer Gerhard Klopfer (1905–1987)          | Ondersecretaris van de Parteikanzlei                                                                                           | NSDAP | Martin Bormann          |
| Adolf Eichmann           | Obersturmbannführer Adolf Eichmann (1906–1962)  | Hoofd van de afdeling Jodenaangelegenheden                                                                                     | Schutzstaffel (Gestapo) | Heinrich Müller         |
|                          | Sturmbannführer Rudolf Lange (1910–1945)        | Hoofd van de Sicherheitspolizei und SD en Sicherheitsdienst in het Rijkscommissariaat Ostland Ondercommandant Einsatzgruppen-A | Schutzstaffel (Einsatzgruppen) | Franz Walter Stahlecker |
| Alfred Meyer             | Alfred Meyer (1891–1945)                        | Staatssecretaris voor Oost-Europa Gouwleider van Westfalen-Nord                                                                | Ministerie voor Oost-Europa | Alfred Rosenberg        |
| Georg Leibbrandt         | Georg Leibbrandt (1899–1982)                    | Onderstaatssecretaris voor Oost-Europa                                                                                         | Ministerie voor Oost-Europa | Alfred Rosenberg        |
| Josef Bühler             | Josef Bühler (1904–1948)                        | Onder-gouverneur-generaal van het Generaal-gouvernement                                                                        | Generaal-gouvernement | Hans Frank              |
| Wilhelm Stuckart         | Brigadeführer Wilhelm Stuckart (1902–1953)      | Staatssecretaris voor Binnenlandse Zaken                                                                                       | Ministerie van Binnenlandse Zaken | Wilhelm Frick           |
| Roland Freisler          | Roland Freisler (1893–1945)                     | Staatssecretaris voor Justitie                                                                                                 | Ministerie van Justitie | Franz Schlegelberger    |
| Erich Neumann            | Erich Neumann (1892–1951)                       | Onderstaatssecretaris voor het Vierjarenplan                                                                                   | Ministerie van Financiën Ministerie van Economische Zaken Ministerie van Bewapening en Oorlogsproductie Ministerie van Arbeid Ministerie van Verkeer Ministerie van Voedselvoorziening en Landbouw | Hermann Göring          |
| Martin Luther            | Martin Luther (1895–1945)                       | Onderstaatssecretaris voor Buitenlandse Zaken                                                                                  | Ministerie van Buitenlandse Zaken | Joachim von Ribbentrop  |
| Wilhelm Kritzinger       | Wilhelm Kritzinger (1890–1947)                  | Secretaris-generaal van de Reichskanzlei                                                                                       | Reichskanzlei | Hans Lammers            |

## Verloop van de conferentie
Van het begin af aan werd de conferentie gedomineerd door Reinhard Heydrich, de 'Slager van Praag'. Voor hem stond het vast dat de Joden op efficiënte wijze moesten worden uitgeroeid. Tijdens de conferentie werd de term uitroeien niet daadwerkelijk gebruikt, maar werd er gesproken over 'evacueren'. In de loop van de conferentie werd besproken hoe de Joden zouden moeten worden 'geëvacueerd' (uitgeroeid). Nadat de nieuwste resultaten waren besproken over het gebruik van het gifgas Zyklon B werd min of meer besloten dat de Joden zouden worden vergast. Hiertegen kwamen enkele deelnemers echter in opstand. Kritzinger bleef volhouden dat opsluiting van de Joden de juiste oplossing was. Wilhelm Stuckart bepleitte een massale sterilisatie. Josef Bühler, die voor het Generaal-gouvernement in Polen werkte, schaarde zich achter de vergassing, maar vroeg of eerst de Joden uit het getto van Warschau konden worden vermoord, omdat er daar grote kans was dat er besmettelijke ziekten zouden uitbreken. Bühler was niet bezorgd of de Joden ziek werden, maar hij vreesde voor de gezondheid van de SS'ers. Otto Hofmann ten slotte bepleitte sterilisatie van Joden die uit gemengde huwelijken waren voortgekomen (de zgn. Mischlinge). Uiteindelijk wist Heydrich alle deelnemers over de streep te halen, en men stemde eenstemmig in met de vergassing van en moord op het Joodse volk. Voor besloten werd tot het gebruik van gifgas was in Sachsenhausen vanaf augustus 1941 de nekschotmachine in gebruik, die daar ontwikkeld was omdat het handmatig doden van Joden door de Einsatzgruppen te langzaam ging en te veel mankracht vroeg.

### Het 'Mischlingen'-probleem
Een heikel punt tijdens de Wannseeconferentie was de behandeling van Joden die geboren waren uit een gemengd Joods-niet-Joods huwelijk of diegenen waarvan één grootouder Joods was. Ze werden door de nazi's "Mischlingen" 1ste en 2de graad genoemd. Daar werd geen overeenstemming over bereikt. Vaak kwamen mensen met deze of soortgelijke achtergronden alsnog terecht in de concentratiekampen. Er waren wel enkele verschillen ten aanzien van de Rassenwetten van Neurenberg van 15 september 1935. De opvallendste toevoeging is de sterilisatie als ontsnappingsclausule. Verder zijn er wat kleine aanpassingen:
- Alle Mischlingen 1ste graad zijn Joden behalve zij die:

a) (voor 17 september 1935) gehuwd zijn met iemand van Duits bloed. Hun kinderen (Mischlingen 2de graad) worden gelijkgesteld met Duitsers.
b) Onmisbaar zijn voor de staat. Bij een andere status in de toekomst worden deze personen Jood.
Mischlingen 1ste graad van deze twee categorieën die zich niet laten steriliseren zijn Jood.
- Alle Mischlingen 2de graad zijn Duitsers behalve als zij:

a) Afstammen van twee Mischlingen van de 2de graad.
b) Een opvallend Joods uiterlijk hebben.
c) Zich als een Jood gedragen en voelen.

## Aanvang van het plan tot vernietiging van de Europese Joden
Eind november 2008 vond men in Berlijn de in november 1941 opgestelde gedetailleerde plannen terug van het concentratiekamp Auschwitz die door Heinrich Himmler ondertekend werden. Daar vindt men zwart op wit de aanduiding "Entlausungsanlage mit Gaskammer" terug, een ruimte van 11,55 bij 11,20 m. Daaruit mag men afleiden dat al vóór de Wannseeconferentie in januari 1942 tot de systematische vernietiging van de Europese Joden besloten werd. Dat besluit werd na het mislukken van het Madagaskarplan in het vroege voorjaar van 1941 geleidelijk genomen. Heydrich was de sturende kracht achter de fysieke vernietiging van de Joden.

## Ontdekking
In maart 1947 ontving Robert Kempner, hoofdaanklager in het Wilhelmstraßenproces, een verzameling dossiers van het ministerie van Buitenlandse Zaken uit de periode van Joachim von Ribbentrop. Deze dossiers waren uiteraard in het Duits en moesten naar het Engels vertaald worden. Onder de stukken bevond zich een exemplaar van de strikt geheime notulen van de Wannseeconferentie. Deze notulen, en de vertaling ervan, waren de eerste berichten over deze bijeenkomst die naar buiten kwamen. Ooit hadden 30 exemplaren van de notulen bestaan. Alle andere exemplaren waren voor het einde van de oorlog vernietigd.

## Speelfilm
De speelfilm Die Wannseekonferenz (2022) van regisseur Matti Geschonneck is een natuurgetrouwe weergave van de conferentie. De sobere film belicht zonder bijzondere effecten en muziek de gebeurtenissen in de villa. Eerdere verfilmingen dateren van 1984 en 2001.